# 小串町
小串町（こぐしちょう）は、山口県豊浦郡にあった町。現在の下関市豊浦町大字小串にあたる。
本項では町制前の名称である小串村（こぐしそん）についても述べる。

## 地理
- 海洋：響灘
- 山岳：浄天山

## 歴史
- 1889年（明治22年）4月1日 - 町村制の施行により、近世以来の小串村が単独で自治体を形成。
- 1925年（大正14年）5月1日 - 小串村が町制施行して小串町となる。
- 1945年（昭和20年）8月21日 - 小串沖合で輸送船「栄江丸（1164トン）」が触雷により沈没[1]。
- 1947年（昭和22年）12月1日 - 昭和天皇の戦後巡幸。昭和天皇が国立山口病院を訪問、入院患者らの慰問を行う[2]。
- 1956年（昭和31年）7月1日 - 豊浦町に編入。同日小串町廃止。

## 交通

### 鉄道路線
- 日本国有鉄道
  - 山陰本線
    - 小串駅